# Orthomene prancei
Orthomene prancei är en tvåhjärtbladig växtart som beskrevs av Rupert Charles Barneby och Krukoff. Orthomene prancei ingår i släktet Orthomene och familjen Menispermaceae. Inga underarter finns listade i Catalogue of Life.